# Гадяч
Гадяч (на украински: Гадяч) е град в Полтавска област на Украйна. Включен е в Миргородски район.
През 1634 г. селището става административен център на старейшинство (административно-териториална единица) на Жечпосполита.
През града преминават автомобилните пътища Т-1705, Т-1706, Т-1718 и Т-1904.

Железопътната гара Гадяч е крайната гара на железопътната линия от гара Лохвица.
- Колеж по култура и изкуство
- Църквата „Вси светии“ от 1836 г.
- Страничен изглед на църквата „Вси светии“ и Старото градско гробище
- Катедрала „Успение Богородично“